# W te dni przedwiosenne
W te dni przedwiosenne – polski film wojenny w reżyserii Andrzeja Konica zrealizowany w 1975 r.

## Obsada aktorska
- Leonard Pietraszak – jako Wacław Kaszyba, pułkownik LWP
- Halina Rowicka – jako Emilia, oficer LWP
- Jerzy Matałowski – jako Kazimierz Wolak, sierżant kierowca
- Alicja Jachiewicz – jako Żona Kaszyby
- Emilia Krakowska – jako Żylicka
- Henryk Bąk – jako Generał
- Witold Dębicki – jako Tadeusz Rostocki, komendant MO
- Mieczysław Kalenik – jako Kilenow, oficer radziecki
- Maciej Szary – jako Plutonowy
- Zygmunt Kęstowicz – jako major Potapski
- Tadeusz Huk – jako Policjant
- Maciej Rayzacher – jako porucznik Maciek

## Opis fabuły
Film o wielkiej niespełnionej miłości młodej dziewczyny i doświadczonego oficera, wpisanej w ostatnie miesiące II wojny światowej.